# Бретц, Джордж
Джордж Бретц (англ. George Bretz; 3 сентября 1880, Бленхейм, Онтарио  (Вашингтон,  США) — 7 мая 1956 Торонто ) — канадский игрок в лакросс, чемпион летних Олимпийских игр 1904.
На Играх 1904 в Сент-Луисе Бретц входил в состав первой сборной Канады. Его команда выиграла у команды США и сразу же заняла первое место, выиграв золотые медали.